# World Championship Tennis
World Championship Tennis, zkráceně WCT, česky Světové mistrovství v tenisu, představovalo ve své původní formě mužskou skupinu profesionálního tenisu, kterou zřídil americký sportovní organizátor a olejářský magnát Lamar Hunt v roce 1968 (tenisté uzavřeli smlouvy již na konci roku 1967). Řadilo se k ní osm hráčů přezdívaných „handsome eight“ (osm statných).
Již v počátcích existence skupina pořádala vysoce finančně dotované turnaje, na nichž hráli nejlepší tenisté světa. Získané body se staly základem vlastního žebříčku WCT. Na konci sezóny se pak osm nejlepších, respektive prvních dvanáct od roku 1982, kvalifikovalo na závěrečné Finále WCT. Kromě bodovaných událostí však organizace provozovala další nebodované turnaje. K nejprestižnějším z této skupiny patřily Finále WCT ve čtyřhře s osmi dvojicemi a turnaj šampionů WCT. 
WCT se rozvinula v důležitou organizační složku světového tenisu, když její existenci začala respektovat Mezinárodní tenisová federace, s níž byl také po dohodě vytvářen harmonogram jednotlivých sezón. V roce 1990 došlo k jejímu rozpuštění.

## Historie
Myšlenku vzniku World Championship Tennis inicioval v říjnu 1967 neworleánský sportovní podnikatel David Dixon, který se stal svědkem profesionálního zápasu mezi Rodem Laverem a Kenem Rosewallem. Samotnému utkání se dostalo slabé medializace a bylo hráno za strohých podmínek. V srpnu téhož roku představil projekt nového profi okruhu sportovnímu organizátoru a magnátu Lamaru Huntovi, který souhlasil s poskytnutím investic. Na počátku 70. let se pak WCT Tour rozvinulo do hlavního profesionálního okruhu v tenise, v němž hráči startovali na základě uzavřených smluv.
Ve své době okruh přinesl revoluční prvky, když do pravidel zavedl systém tiebreaku, pro tenisty připravil barevné kolekce sportovního oblečení, ve finále 1974 byl poprvé použit počítačový systém elektronického čárového rozhodčího pro kontrolu dopadu míčů a okruh také zavedl barevné míče, kdy bílou barvu zpočátku nahradila oranžová a později žlutá. Podporoval také hlasitější vyjádření publika oproti zažité praxi zdrženlivých reakcí. Atraktivitu pro hráče vytvářely finanční odměny a bonusy.
Na počátku stálo osm tenistů přezdívaných „handsome eight“ (osm statných), mezi něž patřili Dennis Ralston, John Newcombe, Tony Roche, Cliff Drysdale, Earl Buchholz, Niki Pilić, Roger Taylor a Pierre Barthès. Narychlo pořádaný debutový turnaj se uskutečnil během ledna 1968 v australském Sydney. Vítězem se stal Tony Roche. Ve Spojených státech okruh zažil premiéru v únoru téhož roku v Kansas City. V březnu 1968 Hunt převzal 50% podíl Dixona ve WCT a sportovní podnikatel se s okruhem rozešel. V úvodní sezóně vykázalo WCT ztrátu 300 000 dolarů.
S nástupem roku 1970 podepsali kontrakty další hráči – Marty Riessen, Ray Moore, Tom Okker, Arthur Ashe a v červenci došlo k získání akvizice v podobě účasti tenistů z profesionální organizace National Tennis League (NTL), čímž se nově zapojili také Rod Laver, Ken Rosewall, Pancho Gonzáles, Andrés Gimeno, Roy Emerson a Fred Stolle.
Sezóna 1971 znamenala navýšení počtu celosvětově konaných turnajů na dvacet jedna. Na každoročním zasedání Mezinárodní tenisové federace (International Lawn Tennis Federation, ILTF) v červenci 1971 došlo k prohlasování zákazu účasti na vlastních turnajích všem hráčům, kteří byli smluvně vázáni k WCT, a to s účinností od roku 1972. V závěru stejné sezóny se osm nejlépe bodovaných hráčů WCT kvalifikovalo na listopadový závěrečný turnaj. Jednalo se o událost hranou dva týdny před akcí stejného formátu – Masters (Turnajem mistrů), konkurenčního okruhu Grand Prix. Od sezóny 1972 byl nový turnaj z komerčních důvodů hrán na koberci v hale a přeložen na jarní termín. Dějištěm se stal Dallas a oficiálním názvem pak WCT Finals. Celkově probíhal devatenáct let s derniérou v roce 1989.
V dubnu 1972 uzavřely obě organizace ILTF a WCT dohodu o rozdělení nastávající sezóny 1973. První část mezi lednem až květnem získal okruh WCT. Ve zbytku roku pak probíhal druhý okruh Grand Prix. Hrozící vyloučení hráčů z turnajů ILTF bylo touto smlouvou zažehnáno, když došlo k opětovnému povolení jejich startu na událostech Grand Prix.
V sezóně 1978 se okruh WCT včlenil do okruhu Grand Prix. Organizace WCT pak ve svém prohlášení z 30. dubna 1981 deklarovala vystoupení z Grand Prix a obnovení vlastní celoroční túry od sezóny 1982. Podle Lamara Hunta se hlavními důvody staly omezení ze strany Mužské profesionální rady (Men's Professional Council), řídící okruh Grand Prix. V lednu 1983 pak WCT zažalovala Mužskou profesionální radu, Asociaci tenisových profesionálů (ATP) a Mezinárodní tenisovou federaci za nespravedlivá obchodní omezení. Dohoda z listopadu 1983 vyústila ke druhému začlenění WCT pod patronaci okruhu Grand Prix, s účinností od roku 1985.
Poslední sezóna WCT proběhla v roce 1989. Po skončení Turnaje šampionů 1990 ve Forest Hills ohlásila WCT 28. dubna téhož roku své rozpuštění. Daný rok 1990 založila celoroční turnajový okruh organizace ATP.

## Přehled turnajů 1985–1990

### WCT 1985
Po tříletém období samostatných ročníků okruhu WCT se tyto turnaje v roce 1985 vrátily do okruhu Grand Prix. Jednalo se o čtyři události, na nichž po dvou titulech získali Čech Ivan Lendl a Američan John McEnroe. Zatímco McEnroe zasáhl do všech, Lendl startoval jen na dvou. Americký hráč také triumfoval na WCT Houston po finálové výhře nad Kevinem Currenem.
Na dallaském WCT Finals byl McEnroe ve čtvrtfinále nečekaně poražen Joakimem Nyströmem. Trofej připadla Lendlovi, jenž tak dosáhl na tři tituly v rozmezí tří týdnů, a to ve Ft. Myers na tvrdém povrchu, Monte Carlu na antuce a v Dallasu na koberci.
WCT Tournament of Champions ve Forest Hills skončil očekávaným závěrečným duelem mezi Lendlem a McEnroem. Přestože český tenista do té doby zvítězil jen ve dvou z dvanácti vzájemných klání, vyhrál zde potřetí výsledkem 6–3 a 6–3.
| Datum      | turnaj       | komerční název                                   | kategorie          | rozpočet / povrch         | vítěz        | finalista     | výsledek      |
| ---------- | ------------ | ------------------------------------------------ | ------------------ | ------------------------- | ------------ | ------------- | ------------- |
| 3. března  | Houston      | WCT Houston Shoot-Out                            | Nabisco Grand Prix | $300 000 koberec          | John McEnroe | Kevin Curren  | 7–5, 6–1, 7–6 |
| 14. dubna  | Dallas       | Buick WCT Finals                                 | Nabisco Grand Prix | $500 000 koberec          | Ivan Lendl   | Tim Mayotte   | 7–6, 6–4, 6–1 |
| 28. dubna  | Atlanta      | WCT Atlanta                                      | Nabisco Grand Prix | $300 000 koberec          | John McEnroe | Paul Annacone | 7–6, 7–6, 6–2 |
| 12. května | Forest Hills | Shearson Lehman Brothers Tournament of Champions | Nabisco Grand Prix | $500 000 antuka (Har-Tru) | Ivan Lendl   | John McEnroe  | 6–3, 6–3      |

### WCT 1986
Na turnaji WCT Atlanta vypadli dva nejvýše nasazení hráči Stefan Edberg a Boris Becker již v prvním kole, když Švéd podlehl krajanu Mikaelu Pernforsovi a německý wimbledonský vítěz pozdějšímu finalistovi Timu Wilkisonovi. Překvapivým vítězem dallaského finále se stal švédský tenista Anders Järryd, který do 12členného turnaje zasáhl až jako náhradník za zraněného Ivana Lendla.
| Datum         | turnaj       | komerční název                                   | kategorie          | rozpočet / povrch         | vítěz                | finalista       | výsledek           |
| ------------- | ------------ | ------------------------------------------------ | ------------------ | ------------------------- | -------------------- | --------------- | ------------------ |
| 6. dubna      | Atlanta      | WCT Atlanta                                      | Nabisco Grand Prix | $220 000 koberec          | Kevin Curren         | Tim Wilkison    | 7–6, 7–6           |
| 13. dubna     | Dallas       | Buick WCT Finals                                 | Nabisco Grand Prix | $500 000 koberec          | Anders Järryd        | Boris Becker    | 6–7, 6–1, 6–1, 6–4 |
| 11. května    | Forest Hills | Shearson Lehman Brothers Tournament of Champions | Nabisco Grand Prix | $500 000 antuka (Har-Tru) | Yannick Noah         | Guillermo Vilas | 7–6, 6–0           |
| 12. října     | Scottsdale   | WCT Scottsdale Open                              | Nabisco Grand Prix | $220 000 tvrdý            | John McEnroe         | Kevin Curren    | 6–3, 3–6, 6–2      |
| 23. listopadu | Houston      | WCT Houston Shoot-Out                            | Nabisco Grand Prix | $220 000 koberec          | Slobodan Živojinović | Scott Davis     | 6–1, 4–6, 6–3      |

### WCT 1987
| Datum      | turnaj       | komerční název                                   | kategorie          | rozpočet / povrch         | vítěz          | finalista       | výsledek           |
| ---------- | ------------ | ------------------------------------------------ | ------------------ | ------------------------- | -------------- | --------------- | ------------------ |
| 12. dubna  | Dallas       | WCT Finals                                       | Nabisco Grand Prix | $500 000 koberec          | Miloslav Mečíř | John McEnroe    | 6–0, 3–6, 6–2, 6–2 |
| 10. května | Forest Hills | Shearson Lehman Brothers Tournament of Champions | Nabisco Grand Prix | $500 000 antuka (Har-Tru) | Andrés Gómez   | Yannick Noah    | 6–4, 7–6, 7–6      |
| 11. října  | Scottsdale   | WCT Scottsdale Open                              | Nabisco Grand Prix | $232 000 tvrdý            | Brad Gilbert   | Eliot Teltscher | 6–2, 6–2           |

### WCT 1988
| Datum     | turnaj       | komerční název                | kategorie          | rozpočet / povrch         | vítěz           | finalista            | výsledek           |
| --------- | ------------ | ----------------------------- | ------------------ | ------------------------- | --------------- | -------------------- | ------------------ |
| 3. dubna  | Dallas       | WCT Finals                    | Nabisco Grand Prix | $500 000 koberec          | Boris Becker    | Stefan Edberg        | 6–4, 1–6, 7–5, 6–2 |
| 8. května | Forest Hills | Eagle Tournament of Champions | Nabisco Grand Prix | $485 000 antuka (Har-Tru) | Andre Agassi    | Slobodan Živojinović | 7–5, 7–6, 7–5      |
| 9. října  | Scottsdale   | WCT Eagle Classic             | Nabisco Grand Prix | $297 000 tvrdý            | Mikael Pernfors | Glenn Layendecker    | 6–2, 6–4           |

### WCT 1989
Poslední sezóna okruhu WCT proběhla v roce 1989. Pořádány byly pouze tři turnaje, všechny opět hrané v rámci okruhu Grand Prix. Body z nich byly započítány do žebříčku ATP.
Závěrečný devatenáctý ročník WCT Finals v dallaské Reunion Arena vyhrál John McEnroe. Nejlepším zápasem se stalo semifinále proti Lendlovi, v němž Američan tohoto soupeře porazil poprvé po více než tři a půl letech. Negativní stránkou se staly odstoupení Borise Beckera a skreč Andreho Agassiho, jenž opustil dvorec během druhé sady zápasu proti McEnroeovi. Náhradou za Beckera se stal Brad Gilbert, jenž poté dokráčel až do finále. Na sklonku jara pak Lendl dosáhl na dva tituly WCT ve Scottsdale a Forest Hills, aby tak ukončil éru okruhů WCT.
| Datum      | turnaj       | komerční název                | kategorie          | rozpočet / povrch         | vítěz        | finalista     | výsledek      |
| ---------- | ------------ | ----------------------------- | ------------------ | ------------------------- | ------------ | ------------- | ------------- |
| 5. března  | Dallas       | WCT Finals                    | Nabisco Grand Prix | $500 000 koberec          | John McEnroe | Brad Gilbert  | 6–3, 6–3, 7–6 |
| 12. března | Scottsdale   | WCT Eagle Classic             | Nabisco Grand Prix | $297 000 tvrdý            | Ivan Lendl   | Stefan Edberg | 6–2, 6–3      |
| 8. května  | Forest Hills | Eagle Tournament of Champions | Nabisco Grand Prix | $485 000 antuka (Har-Tru) | Ivan Lendl   | Jaime Yzaga   | 6–2, 6–1      |

### WCT 1990
V roce 1990 se již okruh WCT neuskutečnil, když byl založen nový mužský okruh ATP. Odehrál se pouze jediný turnaj WCT ve formě zvláštní události nezařazené do ATP, a to ve Forest Hills konaný v oddílu West Side Tennis Club, kde byla zelená antuka Har-Tru nahrazena tvrdým povrchem. Závěrečnou trofej si odvezl Ivan Lendl.
| Datum     | turnaj       | komerční název              | kategorie        | rozpočet / povrch | vítěz      | finalista        | výsledek      |
| --------- | ------------ | --------------------------- | ---------------- | ----------------- | ---------- | ---------------- | ------------- |
| 26. srpna | Forest Hills | WCT Tournament of Champions | zvláštní událost | $500 000 tvrdý    | Ivan Lendl | Aaron Krickstein | 6–4, 6–7, 6–3 |

## WCT Finals
Turnaje WCT Finals byly až na výjimky hrány v texaském Dallasu. Čtvrtfinále a semifinále v roce 1971 proběhly v Houstonu a finále pak v dallaské aréně Memorial Auditorium. Ročníky 1972–1979 se uskutečnily na stadionu Moody Coliseum ve městě University Park, ležícím v dallaském okresu. Dějištěm finále v letech 1980–1989 se stala dallaská Reunion Arena.
Premiérové zimní finále se konalo v roce 1972 v Římě a druhé patřící do sezóny 1982 bylo odehráno v lednu 1983 v Detroitu. Na okruhu 1982 proběhl ještě třetí podzimní finálový turnaj v Neapoli.
V období 1973–1986 probíhal také nebodovaný finálový turnaj čtyřhry WCT World Doubles, konaný postupně v několika městech.

### Přehled finále
| Rok          | vítěz            | finalista       | výsledek                     |
| ------------ | ---------------- | --------------- | ---------------------------- |
| 1971         | Ken Rosewall     | Rod Laver       | 6–4, 1–6, 7–6(7–3), 7–6(7–4) |
| 1972         | Ken Rosewall     | Rod Laver       | 4–6, 6–0, 6–3, 6–7, 7–6      |
| 1972zimní    | Arthur Ashe      | Bob Lutz        | 6–2, 3–6, 6–3, 3–6, 7–6      |
| 1973         | Stan Smith       | Arthur Ashe     | 6–3, 6–3, 4–6, 6–4           |
| 1974         | John Newcombe    | Björn Borg      | 4–6, 6–3, 6–3, 6–2           |
| 1975         | Arthur Ashe      | Björn Borg      | 3–6, 6–4, 6–4, 6–0           |
| 1976         | Björn Borg       | Guillermo Vilas | 1–6, 6–1, 7–5, 6–1           |
| 1977         | Jimmy Connors    | Dick Stockton   | 6–7, 6–1, 6–4, 6–3           |
| 1978         | Vitas Gerulaitis | Eddie Dibbs     | 6–3, 6–2, 6–1                |
| 1979         | John McEnroe     | Björn Borg      | 7–5, 4–6, 6–2, 7–6           |
| 1980         | Jimmy Connors    | John McEnroe    | 2–6, 7–6, 6–1, 6–2           |
| 1981         | John McEnroe     | Johan Kriek     | 6–1, 6–2, 6–4                |
| 1982         | Ivan Lendl       | John McEnroe    | 6–2, 3–6, 6–3, 6–3           |
| 1982podzimní | Ivan Lendl       | Wojciech Fibak  | 6–4, 6–2, 6–1                |
| 1982zimní    | Ivan Lendl       | Guillermo Vilas | 7–5, 6–2, 2–6, 6–4           |
| 1983         | John McEnroe     | Ivan Lendl      | 6–2, 4–6, 6–3, 6–7, 7–6      |
| 1984         | John McEnroe     | Jimmy Connors   | 6–1, 6–2, 6–3                |
| 1985         | Ivan Lendl       | Tim Mayotte     | 7–6, 6–4, 6–1                |
| 1986         | Anders Järryd    | Boris Becker    | 6–7, 6–1, 6–1, 6–4           |
| 1987         | Miloslav Mečíř   | John McEnroe    | 6–0, 3–6, 6–2, 6–2           |
| 1988         | Boris Becker     | Stefan Edberg   | 6–4, 1–6, 7–5, 6–2           |
| 1989         | John McEnroe     | Brad Gilbert    | 6–3, 6–3, 7–6                |

## Nebodované turnaje WCT
Organizace WCT pořádala také nebodované turnaje, včetně událostí, jakými byly Aetna World Cup, WCT Tournament of Champions nebo Challenge Cup pro osm účastníků.

### Přehled finále WCT Challenge Cupu
| Rok  | místo       | vítěz         | finalista      | výsledek                |
| ---- | ----------- | ------------- | -------------- | ----------------------- |
| 1976 | Honolulu    | Ilie Năstase  | Arthur Ashe    | 6–3, 1–6, 6–7, 6–3, 6–1 |
| 1976 | Las Vegas   | Ilie Năstase  | Jimmy Connors  | 3–6, 7–6, 6–4, 7–5      |
| 1977 | Las Vegas   | Jimmy Connors | Roscoe Tanner  | 6–2, 5–6, 3–6, 6–2, 6–5 |
| 1978 | Montego Bay | Ilie Năstase  | Peter Fleming  | 2–6, 5–6, 6–2, 6–4, 6–4 |
| 1979 | Montréal    | Björn Borg    | Jimmy Connors  | 6–4, 6–2, 2–6, 6–4      |
| 1980 | Montréal    | John McEnroe  | Vijay Amritraj | 6–1, 6–2, 6–1           |

## Žebříček WCT
| Sezóna 1971 | Sezóna 1971                | Sezóna 1971 |
| pořadí      | tenista                    | body        |
| ----------- | -------------------------- | ----------- |
| 1.          | Rod Laver (AUS)            | 87,25       |
| 2.          | Tom Okker (NED)            | 75          |
| 3.          | Ken Rosewall (AUS)         | 74          |
| 4.          | Cliff Drysdale (JAR)       | 69,25       |
| 5.          | Arthur Ashe (USA)          | 68,25       |
| 6.          | John Newcombe (AUS)        | 60          |
| 7.          | Marty Riessen (USA)        | 55          |
| 8.          | Bob Lutz (USA)             | 41          |
| 9.          | Roy Emerson (AUS)          | 34          |
| 10.         | Andrés Gimeno (ESP)        | 30          |
|             | turnajů: 21, účastníků: 34 |             |

| Sezóna 1972 | Sezóna 1972                | Sezóna 1972 |
| pořadí      | tenista                    | body        |
| ----------- | -------------------------- | ----------- |
| 1.          | Rod Laver (AUS)            | 113         |
| 2.          | Ken Rosewall (AUS)         | 94          |
| 3.          | Tom Okker (NED)            | 70          |
| 4.          | Cliff Drysdale (JAR)       | 64          |
| 5.          | Marty Riessen (USA)        | 58          |
| 6.          | Arthur Ashe (USA)          | 53          |
| 7.          | Robert Lutz (USA)          | 45          |
| 8.          | John Newcombe (AUS)        | 39          |
| 9.          | Roy Emerson (AUS)          | 30          |
| 9.          | Charlie Pasarell (USA)     | 30          |
|             | turnajů: 21, účastníků: 37 |             |

| Sezóna 1973 | Sezóna 1973                | Sezóna 1973 |
| Skupina A   | Skupina A                  | Skupina A   |
| pořadí      | tenista                    | body        |
| ----------- | -------------------------- | ----------- |
| 1.          | Stan Smith (USA)           | 75          |
| 2.          | Rod Laver (AUS)            | 63          |
| 3.          | Roy Emerson (AUS)          | 28          |
| 3.          | John Alexander (AUS)       | 28          |
| 5.          | Cliff Richey (USA)         | 27          |
| 6.          | Dick Stockton (USA)        | 25          |
| 7.          | Bob Lutz (USA)             | 21          |
| 8.          | Brian Gottfried (USA)      | 20          |
| 9.          | Colin Dibley (AUS)         | 18          |
| 10.         | Jaime Fillol (CHI)         | 17          |
|             | turnajů: 23, účastníků: 64 |             |

| Sezóna 1973 | Sezóna 1973                | Sezóna 1973 |
| Skupina B   | Skupina B                  | Skupina B   |
| pořadí      | tenista                    | body        |
| ----------- | -------------------------- | ----------- |
| 1.          | Ken Rosewall (AUS)         | 53          |
| 2.          | Arthur Ashe (USA)          | 41          |
| 3.          | Marty Riessen (USA)        | 35          |
| 4.          | Roger Taylor (GBR)         | 34          |
| 4.          | Mark Cox (GBR)             | 34          |
| 6.          | Brian Fairlie (AUS)        | 33          |
| 7.          | Jan Kodeš (TCH)            | 28          |
| 8.          | Tom Okker (NED)            | 25          |
| 9.          | Roscoe Tanner (USA)        | 24          |
| 10.         | Tom Gorman (USA)           | 23          |
|             | turnajů: 23, účastníků: 64 |             |

| Sezóna 1974     | Sezóna 1974                | Sezóna 1974     |
| Červená skupina | Červená skupina            | Červená skupina |
| pořadí          | tenista                    | body            |
| --------------- | -------------------------- | --------------- |
| 1.              | Ilie Năstase (ROU)         | 457             |
| 2.              | Tom Okker (NED)            | 330             |
| 3.              | Tom Gorman (USA)           | 302             |
| 4.              | Cliff Drysdale (JAR)       | 252             |
| 5.              | Niki Pilić (YUG)           | 244             |
| 6.              | Andrew Pattison (RHO)      | 214             |
| 7.              | John Alexander (USA)       | 182             |
| 8.              | Marty Riessen (USA)        | 164             |
| 9.              | Tony Roche (AUS)           | 160             |
| 10.             | Frew McMillan (JAR)        | 130             |
|                 | turnajů: 25, účastníků: 84 |                 |

| Sezóna 1974   | Sezóna 1974                | Sezóna 1974   |
| Modrá skupina | Modrá skupina              | Modrá skupina |
| pořadí        | tenista                    | body          |
| ------------- | -------------------------- | ------------- |
| 1.            | John Newcombe (AUS)        | 507           |
| 2.            | Stan Smith (USA)           | 390           |
| 3.            | Alex Metreveli (SSSR)      | 292           |
| 4.            | Dick Stockton (USA)        | 212           |
| 5.            | Jiří Hřebec (TCH)          | 189           |
| 6.            | Jeff Borowiak (USA)        | 184           |
| 7.            | Ross Case (AUS)            | 150           |
| 8.            | Raúl Ramirez (MEX)         | 137           |
| 9.            | Jaime Fillol (CHI)         | 136           |
| 10.           | Cliff Richey (USA)         | 115           |
|               | turnajů: 25, účastníků: 84 |               |

| Sezóna 1974    | Sezóna 1974                | Sezóna 1974    |
| Zelená skupina | Zelená skupina             | Zelená skupina |
| pořadí         | tenista                    | body           |
| -------------- | -------------------------- | -------------- |
| 1.             | Arthur Ashe (USA)          | 415            |
| 2.             | Rod Laver (AUS)            | 395            |
| 3.             | Björn Borg (SWE)           | 355            |
| 4.             | Jan Kodeš (TCH)            | 350            |
| 5.             | Mark Cox (GBR)             | 237            |
| 6.             | Roscoe Tanner (USA)        | 212            |
| 7.             | Eddie Dibbs (USA)          | 180            |
| 8.             | Roger Taylor (GBR)         | 162            |
| 9.             | Adriano Panatta (ITA)      | 155            |
| 10.            | Onny Parun (NZL)           | 152            |
|                | turnajů: 25, účastníků: 84 |                |

| Sezóna 1975     | Sezóna 1975                | Sezóna 1975     |
| Červená skupina | Červená skupina            | Červená skupina |
| pořadí          | tenista                    | body            |
| --------------- | -------------------------- | --------------- |
| 1.              | John Alexander (AUS)       | 610             |
| 2.              | Harold Solomon (USA)       | 540             |
| 3.              | Mark Cox (GBR)             | 520             |
| 4.              | Stan Smith (USA)           | 500             |
| 5.              | Dick Stockton (USA)        | 490             |
| 6.              | Bob Lutz (USA)             | 470             |
| 7.              | Phil Dent (AUS)            | 390             |
| 7.              | Cliff Drysdale (JAR)       | 390             |
| 9.              | Vidžaj Amritraž (IND)      | 350             |
| 9.              | Marty Riessen (USA)        | 350             |
|                 | turnajů: 26, účastníků: 84 |                 |

| Sezóna 1975   | Sezóna 1975                | Sezóna 1975   |
| Modrá skupina | Modrá skupina              | Modrá skupina |
| pořadí        | tenista                    | body          |
| ------------- | -------------------------- | ------------- |
| 1.            | Rod Laver (AUS)            | 700           |
| 2.            | Roscoe Tanner (USA)        | 590           |
| 3.            | Raúl Ramírez (MEX)         | 550           |
| 4.            | Brian Gottfried (USA)      | 450           |
| 5.            | Vitas Gerulaitis (USA)     | 420           |
| 5.            | Andrew Pattison (RHO)      | 420           |
| 7.            | Jaime Fillol (CHI)         | 390           |
| 8.            | Allan Stone (AUS)          | 350           |
| 9.            | Jeff Borowiak (USA)        | 330           |
| 9.            | Ismail El Shafei (EGY)     | 330           |
|               | turnajů: 26, účastníků: 84 |               |

| Sezóna 1975    | Sezóna 1975                | Sezóna 1975    |
| Zelená skupina | Zelená skupina             | Zelená skupina |
| pořadí         | tenista                    | body           |
| -------------- | -------------------------- | -------------- |
| 1.             | Arthur Ashe (USA)          | 760            |
| 2.             | Björn Borg (SWE)           | 640            |
| 3.             | Tom Okker (NED)            | 470            |
| 4.             | Buster Mottram (UK)        | 400            |
| 5.             | Bob Hewitt (JAR)           | 395            |
| 6.             | Onny Parun (NZL)           | 350            |
| 7.             | Kim Warwick (AUS)          | 340            |
| 8.             | José Higueras (ESP)        | 330            |
| 9.             | Patrice Dominguez (FRA)    | 290            |
| 10.            | Bob Giltinan (AUS)         | 280            |
|                | turnajů: 26, účastníků: 84 |                |

| Sezóna 1976 | Sezóna 1976                | Sezóna 1976 |
| pořadí      | tenista                    | body        |
| ----------- | -------------------------- | ----------- |
| 1.          | Arthur Ashe (USA)          | 860         |
| 2.          | Raul Ramirez (MEX)         | 705         |
| 3.          | Guillermo Vilas (ARG)      | 695         |
| 4.          | Eddie Dibbs (USA)          | 675         |
| 5.          | Björn Borg (SWE)           | 650         |
| 6.          | Dick Stockton (USA)        | 595         |
| 7.          | Bob Lutz (USA)             | 585         |
| 8.          | Harold Solomon (USA)       | 565         |
| 9.          | Vitas Gerulaitis (USA)     | 540         |
| 10.         | Brian Gottfried (USA)      | 535         |
| 21.         | Jan Kodeš (TCH)            | 380         |
| 33.         | Jiří Hřebec (TCH)          | 305         |
|             | turnajů: 26, účastníků: 54 |             |

| Sezóna 1977 | Sezóna 1977                | Sezóna 1977 |
| pořadí      | tenista                    | body        |
| ----------- | -------------------------- | ----------- |
| 1.          | Dick Stockton (USA)        | 520         |
| 2.          | Eddie Dibbs (USA)          | 500         |
| 3.          | Jimmy Connors (USA)        | 460         |
| 4.          | Ilie Năstase (ROU)         | 440         |
| 5.          | Cliff Drysdale (JAR)       | 420         |
| 5.          | Wojciech Fibak (POL)       | 420         |
| 5.          | Vitas Gerulaitis (USA)     | 420         |
| 8.          | Adriano Panatta (ITA)      | 400         |
| 9.          | Corrado Barazzutti (ITA)   | 330         |
| 9.          | Ken Rosewall (AUS)         | 330         |
| 9.          | Harold Solomon (USA)       | 330         |
| 17.         | Jan Kodeš (TCH)            | 220         |
|             | turnajů: 13, účastníků: 23 |             |

| Turnaje 1978                    | Turnaje 1978              | Turnaje 1978 |
| pořadí                          | tenista                   | body         |
| ------------------------------- | ------------------------- | ------------ |
| 1.                              | Vitas Gerulaitis (USA)    | 500          |
| 2.                              | Björn Borg (SWE)          | 420          |
| 3.                              | Raul Ramirez (MEX)        | 380          |
| 3.                              | Eddie Dibbs (USA)         | 380          |
| 5.                              | Ilie Năstase (ROU)        | 360          |
| 6.                              | Sandy Mayer (USA)         | 350          |
| 7.                              | Jimmy Connors (USA)       | 330          |
| 7.                              | Brian Gottfried (USA)     | 330          |
| 9.                              | Dick Stockton (FRA)       | 280          |
| 10.                             | Corrado Barazzutti (ITA)  | 260          |
|                                 | turnajů: 8, účastníků: 21 |              |
| hráno v rámci okruhu Grand Prix |                           |              |

| Turnaje 1979                    | Turnaje 1979              | Turnaje 1979 |
| pořadí                          | tenista                   | body         |
| ------------------------------- | ------------------------- | ------------ |
| 1.                              | John McEnroe (USA)        | 480          |
| 2.                              | Björn Borg (SWE)          | 450          |
| 3.                              | Vitas Gerulaitis (USA)    | 420          |
| 4.                              | Jimmy Connors (USA)       | 360          |
| 5.                              | Roscoe Tanner (USA)       | 300          |
| 6.                              | Gene Mayer (USA)          | 270          |
| 7.                              | Guillermo Vilas (ARG)     | 250          |
| 8.                              | Geoff Masters (AUS)       | 240          |
| 9.                              | John Alexander (AUS)      | 230          |
| 9.                              | Brian Gottfried (USA)     | 230          |
| 9.                              | Ilie Năstase (ROU)        | 230          |
|                                 | turnajů: 8, účastníků: 96 |              |
| hráno v rámci okruhu Grand Prix |                           |              |

| Turnaje 1980                    | Turnaje 1980               | Turnaje 1980 |
| pořadí                          | tenista                    | body         |
| ------------------------------- | -------------------------- | ------------ |
| 1.                              | John McEnroe (USA)         | 450          |
| 2.                              | Bill Scanlon (USA)         | 380          |
| 3.                              | Jimmy Connors (USA)        | 360          |
| 4.                              | Ivan Lendl (TCH)           | 290          |
| 4.                              | Johan Kriek (JAR)          | 290          |
| 6.                              | Heinz Günthardt (SUI)      | 260          |
| 6.                              | Vidžaj Amritraž (IND)      | 260          |
| 8.                              | John Sadri (USA)           | 250          |
| 8.                              | José Luis Clerc (ARG)      | 250          |
| 10.                             | Gene Mayer (USA)           | 330          |
| 10.                             | Brian Gottfried (USA)      | 330          |
|                                 | turnajů: 8, účastníků: 127 |              |
| hráno v rámci okruhu Grand Prix |                            |              |

| Turnaje 1981                    | Turnaje 1981           | Turnaje 1981 |
| pořadí                          | tenista                | body         |
| ------------------------------- | ---------------------- | ------------ |
| 1.                              | Roscoe Tanner (USA)    | 275          |
| 2.                              | Jimmy Connors (USA)    | 270          |
| 3.                              | Wojciech Fibak (POL)   | 260          |
| 4.                              | Yannick Noah (FRA)     | 235          |
| 5.                              | John McEnroe (USA)     | 220          |
| 6.                              | Vidžaj Amritraž (IND)  | 145          |
| 7.                              | Brian Gottfried (USA)  | 140          |
| 8.                              | Vitas Gerulaitis (USA) | 130          |
| 8.                              | Sandy Mayer (USA)      | 130          |
| 10.                             | Gene Mayer (USA)       | 125          |
|                                 | turnajů: 9             |              |
| hráno v rámci okruhu Grand Prix |                        |              |

| Sezóna 1982 | Sezóna 1982            | Sezóna 1982 |
| Jarní část  | Jarní část             | Jarní část  |
| pořadí      | tenista                | body        |
| ----------- | ---------------------- | ----------- |
| 1.          | Ivan Lendl (TCH)       | 481         |
| 2.          | José Luis Clerc (ARG)  | 320         |
| 3.          | Wojciech Fibak (POL)   | 281         |
| 4.          | Vidžaj Amritraž (IND)  | 235         |
| 5.          | Tomáš Šmíd (TCH)       | 226         |
| 6.          | Peter McNamara (AUS)   | 215         |
| 7.          | John McEnroe (USA)     | 200         |
| 8.          | Vitas Gerulaitis (USA) | 196         |
| 9.          | Balázs Taróczy (HUN)   | 190         |
| 10.         | Eddie Dibbs (USA)      | 170         |
|             | turnajů: 23            |             |

| Sezóna 1982           | Sezóna 1982           | Sezóna 1982           |
| Letní a podzimní část | Letní a podzimní část | Letní a podzimní část |
| pořadí                | tenista               | body                  |
| --------------------- | --------------------- | --------------------- |
| 1.                    | Ivan Lendl (TCH)      | 920                   |
| 2.                    | Tomáš Šmíd (TCH)      | 780                   |
| 3.                    | José Luis Clerc (ARG) | 750                   |
| 4.                    | Guillermo Vilas (ARG) | 690                   |
| 5.                    | Johan Kriek (USA)     | 640                   |
| 6.                    | José Higueras (ESP)   | 500                   |
| 7.                    | Heinz Günthardt (SUI) | 480                   |
| 7.                    | Wojciech Fibak (POL)  | 480                   |
| 9.                    | Roscoe Tanner (USA)   | 440                   |
| 10.                   | Lloyd Bourne (USA)    | 420                   |
|                       | turnajů: 23           |                       |

| Sezóna 1982 | Sezóna 1982           | Sezóna 1982 |
| Zimní část  | Zimní část            | Zimní část  |
| pořadí      | tenista               | body        |
| ----------- | --------------------- | ----------- |
| 1.          | Wojciech Fibak (POL)  | 1 420       |
| 2.          | Bill Scanlon (USA)    | 840         |
| 3.          | Kevin Curren (USA)    | 620         |
| 3.          | Guillermo Vilas (ARG) | 620         |
| 5.          | Balázs Taróczy (HUN)  | 610         |
| 6.          | Peter McNamee (AUS)   | 570         |
| 7.          | Ivan Lendl (TCH)      | 500         |
| 7.          | Brian Teacher (USA)   | 500         |
| 9.          | Tom Gullikson (USA)   | 400         |
| 9.          | Tomáš Šmíd (TCH)      | 400         |
|             | turnajů: 23           |             |

| Sezóna 1983 | Sezóna 1983            |
| pořadí      | tenista                |
| ----------- | ---------------------- |
| 1.          | Ivan Lendl (TCH)       |
| 2.          | John McEnroe (USA)     |
| 3.          | Guillermo Vilas (ARG)  |
| 4.          | Vitas Gerulaitis (USA) |
| 5.          | José Luis Clerc (ARG)  |
| 6.          | Peter McNamee (AUS)    |
| 7.          | Tomáš Šmíd (TCH)       |
| 8.          | Wojciech Fibak (POL)   |
| 9.          | Balázs Taróczy (HUN)   |
| 10.         | Bill Scanlon (USA)     |
|             | turnajů: 9             |